# Книга Хаука
Книга Хаука (исл. Hauksbók) — один из немногих средневековых скандинавских манускриптов, авторство которого установлено. Сочинителя звали Хаук Эрлендссон (Haukr Erlendsson, ?—1334). Все известные нам списки этой книги носят название по имени этого автора. Книга частично написана самим Хауком, частично его помощниками.
Книга сохранилась в двух манускриптах:
- AM 371 4° — хранится в Árni Magnússon Institute в Рейкьявике;
- AM 544 4° (Hb) — Arnamagnæan Institute в Копенгагене.

Книга содержит списки, иногда единственно дошедшие до нас, различных исландских текстов, таких как, например, «Сага об Эйрике Рыжем» и «Сага о Хервёр и Хейдреке».
Палеографические исследования дали возможность Стефауну Кадльссону датировать манускрипт 1302—1310 годами.
В книге Хаука также есть несколько страниц под названием «Алгорисмус» (Algorismus), посвящённых математике. Это старейший манускрипт по математике на скандинавских языках. Вероятно, этот раздел книги — перевод более древних латинских текстов, таких как: «Carmen de Algorismo» Де Вильдьё (1200), «Книга абака» Леона́рдо Фибоначчи (1202) и «Algorismus Vulgaris» Иоанна Сакробоского (1230).